# 曼萨尔
21°23′49″N 79°15′46″E / 21.396839°N 79.2627341°E
曼萨尔（Mansar），是印度马哈拉施特拉邦那格浦尔县的一个城镇。总人口6458（2001年）。

## 人口
该地2001年总人口6458人，其中男性3239人，女性3219人；0—6岁人口832人，其中男425人，女407人；识字率68.61%，其中男性为75.70%，女性为61.48%。